# Asplenium hindusthanensis
Asplenium hindusthanensis là một loài dương xỉ trong họ Aspleniaceae. Loài này được Bir mô tả khoa học đầu tiên năm 1994.
Danh pháp khoa học của loài này chưa được làm sáng tỏ. 